# Apanteles ahmednagarensis
Apanteles ahmednagarensis är en stekelart som beskrevs av Kurhade och Nikam 1997. Apanteles ahmednagarensis ingår i släktet Apanteles och familjen bracksteklar. Inga underarter finns listade i Catalogue of Life.